# Frols kommun
Frols kommun (norska: Frol kommune) var en kommun i Nord-Trøndelag fylke i Norge. Kommunen omfattade den nordöstra delen av nuvarande Levangers kommun (ett område öster om staden Levanger).

## Administrativ historik
Levangers landdistrikt upprättades 1856 genom utbrytning ur stadskommunen Levanger. Kommunen hade 2 290 invånare vid upprättandet.
Den 28 november 1874, genom kunglig resolution, överfördes ett obebott område (del av två allmänningar) från Skogns kommun till Levangers landdistrikt.
1911 bytte kommunen namn från Levangers landdistrikt till Frol.
Den 13 november 1951 överfördes ett bebott område (Lillemarksbakkene med 51 invånare) från Frols kommun till Levangers kommun.
Den 1 januari 1962 gick Frols kommun, tillsammans med kommunerna Skogn och Åsen, upp i Levangers kommun. Kommunens hade då 3 774 invånare och en yta på 140 kvadratkilometer.